# Stefan Fjeldmark
Stefan Alvaro Fjeldmark (født 6. januar 1964) er en dansk animator og instruktør. Han begyndte i 1980 som storyboardkunstner at arbejde med tegnefilm.
I 1986 var Fjeldmark chefanimator for tegnefilmen Valhalla.
Sammen med Karsten Kiilerich og Jørgen Lerdam  grundlagde han animationsselskabet A-Film I/S i København, i dag A Film, det største danske produktionsselskab for animerede film og en førende aktør i mange internationale produktioner som en Trold i Central Park (Irland, 1990), Fern Gullyer – Christa og Zak eventyr i regnskoven, The Last Rainforest (USA, 1991), Tommelise (Irland, 1992) og Asterix i Amerika (1993).
Jungledyret (1993) var den første film, hvor han også instruerede. I 1999 var Fjeldmark nomineret til en Oscar for sin film Når livet går sin vej.